# Boris A. Novak
Boris A. Novak, né le 3 décembre 1953 à Belgrade en Yougoslavie, est un poète, dramaturge et éditeur slovène.

## Biographie
Boris A. Novak est né en 1953 à Belgrade où il passe sa petite enfance. Il a terminé ses études secondaires à Ljubljana et a étudié la littérature comparée et la philosophie à l'Université de Ljubljana. Il a travaillé comme dramaturge au Théâtre national slovène et comme conférencier à l'Université. Il a également été impliqué dans le travail humanitaire et a été élu en 2002 vice-président de PEN International
Il a remporté le prix de la Fondation Prešeren en 1984 pour son recueil de poésie 1001 stih (1001 versets) et le prix Jenko en 1995 pour la collection Mojster nespečnosti (Maître de l'insomnie).
En 2022, il est sélectionné pour un autre prestigieux prix, le Prix commémoratif Astrid-Lindgren.

## Recueils de poésie
- Stihožitje, (1977)
- Salut spomina, (1981)
- 1001 stih, (1983)
- Kronanje, (1984)
- Vrtnar tišine - Jardinier du silence, collection bilingue (1990)
- Oblike sveta, (1991)
- Stihija, (1991)
- Mojster nespečnosti, (1995)
- Oblike srca, (1997)
- Odsotnost, (1999)
- Alba, (1999)
- Odmév, (2000)
- Žarenje, (2003)
- Obredi slovesa, (2005)

## Poésie pour enfants
- Prebesedimo besede !, (1981)
- Domišljija je povsod doma, (1984)
- Periskop, (1989)
- Blabla, (1995)
- Zarja časa, (1997)
- Carovnije sveta, (1999)
- Kako rastejo stvari, (2004)

## Prix et distinctions
- 1984 : Prix de la Fondation Prešeren pour son recueil de poésie 1001 stih (1001 versets)[3]
- 1995 : Prix Jenko pour la collection Mojster nespečnosti (Maître de l'insomnie).
- 2022 :  Sélection pour le Prix commémoratif Astrid-Lindgren[4]